# Ludwig Voit
Ludwig Voit (* 9. November 1906 in Schweinfurt; † 28. August 2001 in München) war ein deutscher Pädagoge und Altphilologe und von 1961 bis 1972 Rektor am Maximiliansgymnasium München.

## Biografie
Voit ging in Schweinfurt auf das humanistische Gymnasium und studierte Altphilologie, Deutsch, Geschichte und Archäologie an den Universitäten Erlangen, Berlin, Würzburg und München. Er legte in München die Staatsexamina als Lehrer ab und absolvierte seine Lehrerausbildung von 1929 bis 1931 am Wittelsbacher-Gymnasium und Maximiliansgymnasium. Ab 1931 war er am Seminar für Klassische Philologie in München und wurde 1934 promoviert; seine Dissertation trug den Titel Deinotes, ein antiker Stilbegriff.
Danach war er in Florenz, um seine Habilitation über die Livius-Tradition vorzubereiten. Die Aussichten auf eine Hochschullaufbahn waren aber während der Weltwirtschaftskrise gering. 1938 war er Mitautor des Latein-Schulbuchs Das Erbe der Antike.
Im Zweiten Weltkrieg war er Soldat. Nach dem Krieg war er Seminarlehrer für Griechisch am Wilhelmsgymnasium in München, von 1952 bis 1957 am Wittelsbacher-Gymnasium (ab 1954 als Seminarleiter für Latein), dann wieder am Wilhelmsgymnasium und 1961 wurde er Rektor am Maximiliansgymnasium. Dort sorgte er für einen Ausbau der modernen Fremdsprachen und der Naturwissenschaften. Er unterrichtete auch als Rektor weiter Latein. 1971 ging er in den Ruhestand.
Er war Mitglied des Vorstands des Deutschen Altphilologen-Verbandes und Mitherausgeber der Zeitschrift Gymnasium. Außerdem war er stellvertretender Vorsitzender der Deutsch-Griechischen Gesellschaft München.
Zusammen mit Maria Zinsmeister war Voit Verfasser des in zahlreichen Auflagen erschienenen lateinischen Unterrichtswerks Exercitia Latina, dessen erste Auflage 1948 erschien.

## Schriften
- Deinotes, ein antiker Stilbegriff. Diederichs, Leipzig 1934.
- mit Maria Zinsmeister: Exercitia Latina: Lateinisches Lehr- und Uebungsbuch fuer Oberrealschulen, Vorsemesterkurse und zum Selbstunterricht. 3 Teile. Leibniz, München 1948.
- Lesebuch der Antike. 3 Bände, Heimeran, München / Bertelsmann, Gütersloh 1980 (Band 1: Das klassische Griechenland von Homer bis Aristoteles; Band 2: Griechischer Hellenismus und römische Republik von Menander bis Cicero; Band 3: Die Römische Kaiserzeit von Augustus bis Boëthius).
- mit Hans Bengl: Römisches Erbe. Ein Lesebuch lateinischer Literatur. 2 Bände, Bayerischer Schulbuch-Verlag, München 1961 (mit einem Abriss über römische Kunst von Hans Kaehler).
- Die Niobe des Ovid. In: Das Gymnasium. Band 64, 1957, S. 136–149.